# Porto Santa Margherita
Porto Santa Margherita ist ein Ortsteil der italienischen Gemeinde Caorle in der Metropolitanstadt Venedig, Region Venetien.   

## Geographie
Das Ferienzentrum an der nördlichen Adria liegt westlich des Ortskerns von Caorle, am orographisch rechten Mündungsufer des Flusses Livenza, der hier in die Adria mündet. Es verfügt über einen 1000 Boote fassenden Yachthafen, der zu den größten Venetiens zählt. Porto Santa Margherita hat etwas mehr als 800 Einwohner.

### Lido Altanea
Dieser neue Stadtteil von Caorle erstreckt sich ca. 1,5 km von Porto Santa Margherita. Porto Santa Margherita und Lido Altanea verfügen über einen eigenen Strandabschnitt, der an den Privatstrand des Feriendorfes Pra delle Torri angrenzt.

## Geschichte
Porto Santa Margherita entstand 1963 als Feriensiedlung, die auf Initiative einiger Unternehmer aus dem Friaul errichtet wurde. Im Laufe der Zeit entstanden weitere Fremdenverkehrseinrichtungen, wie der Yachthafen. Der Ort wird traditionell mit einem historischen Ereignis aus dem 10. Jahrhundert in Verbindung gebracht. Während der Regierungszeit des Dogen Pietro II. Candiano sollen hier am Ufer Piraten aus der oberen Adria von den Venezianern aufgebracht worden seien, die zuvor in Venedig mehrere zur Heirat anstehende Jungfrauen mitsamt ihrer kostbaren Aussteuer geraubt hatten. Der sogenannte „Raub der Jungfrauen“ (italienisch Ratto delle donzelle) wird jährlich in Caorle mit einem Straßenfest gefeiert.

## Verkehr
Die Verkehrsanbindungen von Porto Santa Margherita wurden im Laufe der letzten Jahre (besonders 2000–2003) umfangreich erweitert. Nicht nur zahlreiche Straßen, sondern auch Fahrradwege und Freizeit- bzw. Erholungsparks wurden neu geschaffen.
Ebenfalls verfügt die Fraktion über eine Fährenanbindung, die Porto Santa Margherita mit Caorle über den Felsendamm verbindet. Dieses öffentliche Verkehrsmittel ist ab April bis Oktober ca. alle 30 Minuten im Einsatz.
Zusätzlich gibt es auch eine Busverbindung von Porto Santa Margherita bis Caorle.

## Nautik
Für Nautikliebhaber stehen zahlreiche Museen, Segelschulen und ein riesiger, 1000 Boote fassender Yachthafen zur Verfügung.